# میلیاردر (مجموعه تلویزیونی)
میلیاردر مجموعه تلویزیونی کمدی اجتماعی به کارگردانی علیرضا امینی و نویسندگی نوید میهن‌دوست محصول سال ۱۳۹۱ شبکه یک است.

## داستان
بهادر، جوان ساده‌ای که دستاوردهای علمی بسیاری دارد؛ برای مصاحبه به شرکتی می‌رود که بر اساس روابط خانوادگی و فامیلی اداره می‌شود. آقای فرجام، مدیر عامل شرکت که از این وضعیت ناراضی‌ است، از بهادر می‌خواهد تا به صورت موازی با یکی از اقوام همسرش کار کرده و در این مدت تمام تلاشش را به کار گیرد تا پس از یک هفته، هرکس عملکرد بهتری از خود نشاد داد، استخدام شود. اما همسر فرجام، که نفوذ بسیاری در شرکت دارد و اکثر کارمندان آنجا از اقوامش هستند، کارها را برای بهادر سخت می‌کند …

## بازیگران و شخصیت‌ها
| نام بازیگر       | نقش        | توضیح                          |
| ---------------- | ---------- | ------------------------------ |
| سامان گوران      | بهادر      | پسر ولی                        |
| مجید مظفری       | ولی        | پدر بهادر و شیرین              |
| محمدرضا شریفی‌نیا | فرجام      | رئیس شرکت، همسر سیمین          |
| عاطفه رضوی       | سیمین      | همسر فرجام                     |
| نیما شاهرخ‌شاهی   | تیرداد     | پسر بزرگ فرجام و سیمین         |
| آرام جعفری       | شیرین      | دختر ولی، همسر خسرو            |
| علیرضا کمالی     | منصور      | همسر آذر                       |
| سحر زکریا        | آذر        | دختر فرجام و سیمین، همسر منصور |
| رامین راستاد     | خسرو       | همسر شیرین                     |
| سعید پیردوست     | دایی هوشنگ | برادر سیمین                    |
| زهیر یاری        | بهمن       | پسر کوچک فرجام و سیمین         |